# Grobowiec świetlików
Grobowiec świetlików (jap. 火垂るの墓 Hotaru no haka) – japoński pełnometrażowy film anime z 1988 roku, w reżyserii Isao Takahaty, wyprodukowany na podstawie opowiadania autorstwa Akiyukiego Nosaki, bazującego na jego wspomnieniach z czasów II wojny światowej. Historyk animacji, Ernest Rister, porównuje Grobowiec świetlików do Listy Schindlera Stevena Spielberga, dodając, że jest to najbardziej ludzka animacja, jaką widział.
Początkowo film dystrybuowany był razem z filmem Hayao Miyazakiego Mój sąsiad Totoro.

## Fabuła

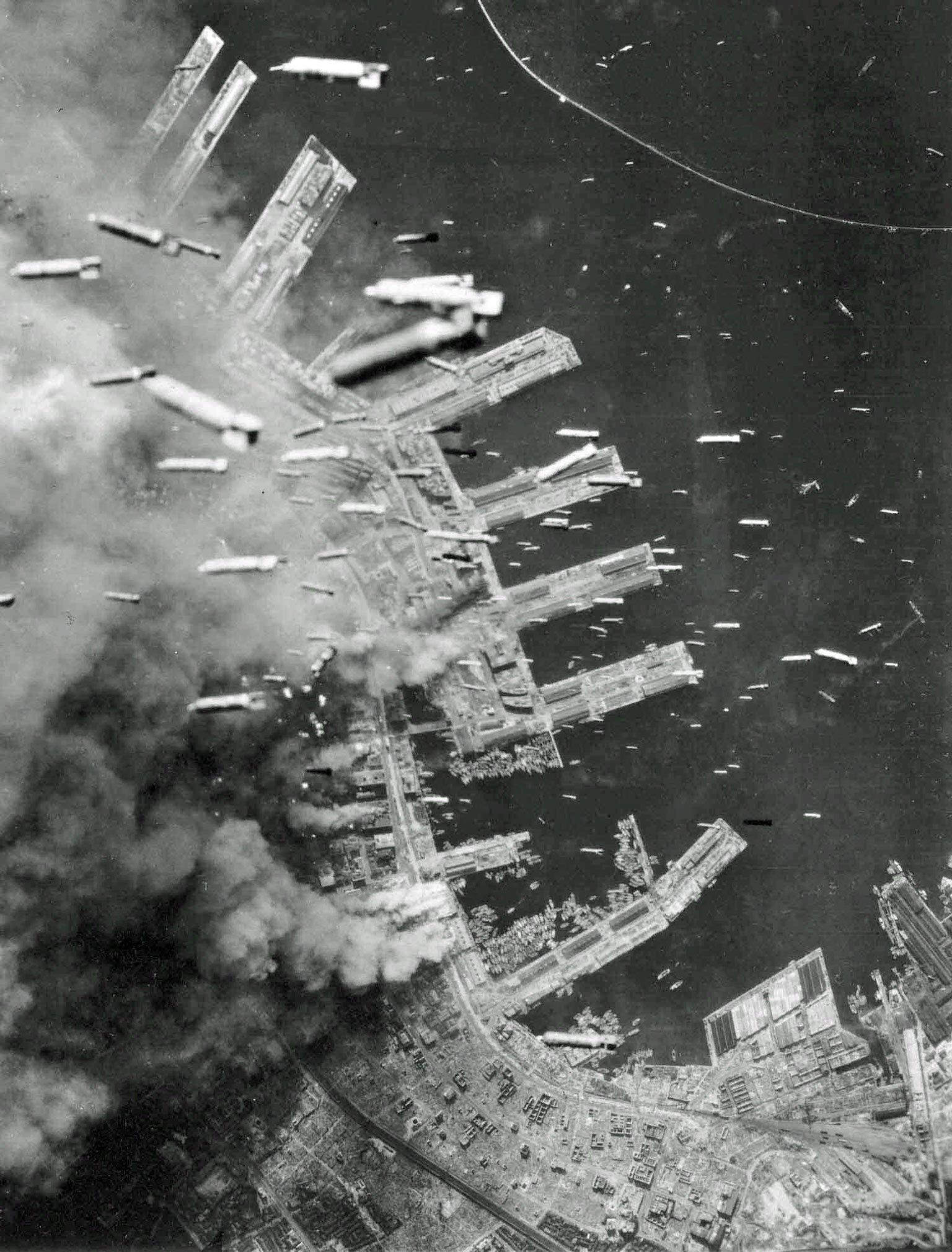
Bombardowanie miasta Kobe, 4 czerwca 1945

Podczas nalotu na Kobe, kilkunastoletni Seita i jego młodsza siostra Setsuko starają się dostać do schronu przeciwlotniczego, w którym już znajduje się ich matka, do której mieli dołączyć później. Schron zostaje jednak zbombardowany, a matka zostaje ciężko ranna. Ojciec dzieci jest oficerem marynarki walczącym gdzieś na morzu, tak więc dzieci pozostają same. Udają się do swojej ciotki, która jednak po pewnym czasie zaczyna traktować ich jak piąte koło u wozu. Niezadowolone z tego dzieci postanawiają wyprowadzić się i zamieszkać w niewielkim bunkrze niedaleko miasta. Przyjdzie im jednak zmierzyć się tam z głodem, niewygodą i chorobami.
Film opiera się głównie na relacjach pomiędzy dwojgiem rodzeństwa, a także ich relacjach z innymi osobami.

## Film aktorski
1 listopada 2005, z okazji 60. rocznicy zakończenia II wojny światowej, japońska telewizja NTV wyemitowała aktorską wersję filmu, który podobnie jak anime, opowiada o losach dwojga dzieci w ostatnich dniach wojny, jednak nie ukazuje ich z punktu widzenia rodzeństwa, a ich ciotki. Pokazuje, jak miła pani zmienia się w potwora, na co wpływ ma trwająca w tle wojna. W rolę ciotki rodzeństwa wcieliła się znana japońska aktorka, Nanako Matsushima.

## Pierwowzór
Opowiadanie Akiyukiego Nosaki, „Grób świetlików”, na którym oparty został film, opublikowane zostało w Polsce w 1986 przez PIW w antologii „Tydzień świętego mozołu” w przekładzie Krystyny Okazaki.